# FK Saned (damer)
Saned (damer) eller FK Saned är ett fotbollslag för damer från staden Joniškis i Litauen. Klubben spelar i A lyga (damer) – den litauiska förstadivisionen.
Större matcher kan spelas på Žagarės miesto stadionas.

## Meriter
- A lyga (damer):

 ?  2022

## Placering tidigare säsonger
| Säsong | Nivå | Liga           | Placering | Referens          | Notering                    |
| ------ | ---- | -------------- | --------- | ----------------- | --------------------------- |
| 2021   | 2    | I lyga         | 11–12     | [ 3 ] [ 4 ] [ 5 ] | Uppflyttad till A lyga 2022 |
| 2022   | 1    | A lyga (damer) | 5         | [ 6 ] [ 7 ]       |                             |
| 2023   | 1    | A lyga (damer) | 6         |                   |                             |
| 2024   | 1    | A lyga (damer) | 6         | [ 8 ]             |                             |

## Färger
| FK SANED | FK SANED |

### Trikåer
| 2021 · (Hemmakit) | 2021 · (Bortaställ) | 2022 · (Hemmakit) | 2022 · (Bortaställ) |

## Trupp 2024
Uppdaterad: 15 november 2024
| 1  | Litauen | MV | Kamilė Drąsutytė     |  |  |  |  |  |
| 22 | Litauen | MV | Airida Česonytė      |  |  |  |  |  |
|    |         |    |                      |  |  |  |  |  |
| 6  | Litauen | MF | Jotvilė Šapaitė      |  |  |  |  |  |
| 8  | Litauen | MF | Kornelija Domkutė    |  |  |  |  |  |
| 9  | Litauen | MF | Livija Toropovaitė   |  |  |  |  |  |
|    | Litauen | A  | Ligita Toropovaitė   |  |  |  |  |  |
| 14 | Litauen | MF | Gabija Toropovaitė   |  |  |  |  |  |
|    | Litauen | MF | Jorūnė Lipnikaitė    |  |  |  |  |  |
|    | Litauen | F  | Rugilė Butkutė       |  |  |  |  |  |
| 18 | Litauen | F  | Vesta Ilgūnaitė      |  |  |  |  |  |
| 20 | Litauen | F  | Kamilė Gudelevičiūtė |  |  |  |  |  |
| 17 | Litauen | F  | Simona Lunevičiūtė   |  |  |  |  |  |
| 3  | Litauen |    | Eitvydė Valantinaitė |  |  |  |  |  |
| 2  | Litauen |    | Akvilė Radžiūtė      |  |  |  |  |  |
| 16 | Litauen |    | Austėja Žemaitytė    |  |  |  |  |  |

## Kända spelare
- Vestina Neverdauskaitė (2022)
- Simona Petravičienė (2022)
- Greta Lukjančukė (2022)